# Lamprodila mirifica
Lamprodila mirifica es una especie de escarabajo del género Lamprodila, familia Buprestidae. Fue descrita científicamente por Mulsant en 1855.
Se distribuye por Francia, Chequia, Suiza, Austria, Italia, Ucrania, Macedonia del Norte, Alemania, España, Grecia, Hungría, Bulgaria, Irán, Marruecos, Montenegro, Polonia, Portugal, Rumania y Serbia. La especie se mantiene activa durante los meses de enero, abril, mayo, junio, julio, agosto, septiembre, octubre y diciembre.